# 5-та зенітна дивізія (Третій Рейх)
5-та зенітна дивізія (Третій Рейх) (нім. 5. FlaK-Division) — зенітна дивізія Вермахту, що діяла протягом Другої світової війни у складі Повітряних сил Третього Рейху.

## Історія з'єднання
5-та зенітна дивізія веде свою історію від сформованого 26 серпня 1939 року 5-го командування протиповітряної оборони у Франкфурті-на-Майні (нім. Luftverteidigungskommando 5), яке відповідало за протиповітряну оборону в районі дислокації Люфтгау XII. Перед початком Французької кампанії 5-му командуванню ППО також було визначено підтримувати 1-у армію при прориві лінії Мажино. У 1941 році командування дивізії було переведено до Дармштадта. 1 вересня 1941 року командування було перейменовано на 5-ту зенітну дивізію. Наприкінці 1942 року дивізія була передислокована до Румунії, щоб взяти на себе захист румунського нафтового регіону поблизу Плоєшті.
У 1943 році дивізію передислокували до Мілана, де на ней покладалося завдання керівництва усіма зенітними підрозділами, розгорнутими в Північній Італії. Наприкінці 1943 року дивізія повернулася до Плоєшті. Коли Румунія розірвала військовий союз з нацистським Рейхом, дивізії довелося захищати нафтовий район від румунських піхотних і танкових частин. Тим не менш, стратегічно важливий для гітлерівської Німеччини нафтовий регіон був втрачений до 30 серпня 1944 року. Дивізія була розбита, залишки увійшли до складу 15-ї зенітної дивізії.
1 листопада 1944 року в Мешеде була сформована 5-та зенітна дивізія (W) для керівництва підрозділами крилатих ракет V-1, що застосовувалися Люфтваффе на Західному фронті. Розгромлений та капітулював штаб дивізії у Гамбурзі на початку травня 1945 року.

## Райони бойових дій
1-ше формування
- Німеччина (вересень 1939 — грудень 1942);
- Румунія (грудень 1942 — вересень 1943);
- Північна Італія (вересень — листопад 1943);
- Румунія (листопад 1943 — серпень 1944);

2-ге формування
- Голландія/Північна Німеччина (листопад 1944 — травень 1945).

## Командування

### Командири
- генерал-лейтенант Курт Менцель (нім. Kurt Menzel) (1 вересня 1941 — 18 квітня 1942);
- генерал-майор Георг Нойффер (нім. Georg Neuffer) (18 квітня — 13 листопада 1942);
- оберст, з 1 вересня 1943 генерал-майор Юліус Кудерна (нім. Julius Kuderna) (13 листопада 1942 — 15 листопада 1944);
- оберст Ойген Вальтер (нім. Eugen Walter) (15 листопада 1944 — 6 лютого 1945);
- оберст Макс Вахтель (нім. Max Wachtel) (6 лютого — 3 травня 1945).

### Підпорядкованість
| Час                      | Корпус               | Командування/Флот                       | Штаб                         |
| ------------------------ | -------------------- | --------------------------------------- | ---------------------------- |
| 1939                     |                      |                                         |                              |
| 1 вересня                |                      | Люфтгау XII                             | Франкфурт-на-Майні           |
| 1940                     |                      |                                         |                              |
| 1 січня                  |                      | Люфтгау XII                             | Франкфурт-на-Майні           |
| 1941                     |                      |                                         |                              |
| 1 січня                  |                      | Люфтгау XII                             | Франкфурт-на-Майні           |
| 1942                     |                      |                                         |                              |
| 1 січня                  |                      | Люфтгау XII                             | Дармштадт                    |
| грудень                  |                      | Командування Люфтваффе «Південний Схід» | Плоєшті                      |
| 1943                     |                      |                                         |                              |
| 1 січня                  |                      | Командування Люфтваффе «Південний Схід» | Плоєшті                      |
| вересень                 |                      | Командування Люфтваффе «Південний Схід» | Мілан                        |
| листопад                 |                      | Командування Люфтваффе «Південний Схід» | Плоєшті                      |
| 1944                     |                      |                                         |                              |
| 1 січня                  |                      | Командування Люфтваффе «Південний Схід» | Плоєшті                      |
| 5-та зенітна дивізія (W) |                      |                                         |                              |
| 1 листопада              | LXV ак               | Група армій «B»                         | Голландія                    |
| 1945                     |                      |                                         |                              |
| 1 січня                  | LXV ак               | Група армій «B»                         | Голландія/Північна Німеччина |
| квітень                  | Особливий корпус ППО |                                         | Північна Німеччина           |